# Лэмб, Мэттью Чарльз
Мэттью Чарльз «Мэтт» Лэмб (англ. Mathew Charles «Matt» Lamb; 5 января 1948, Уинсор, Онтарио, Канада — 7 ноября 1976, близ Чипинге, Маникаленд, Родезия) — канадский убийца, впоследствии родезийский военнослужащий, младший капрал Родезийской армии.

## Биография

### Молодые годы

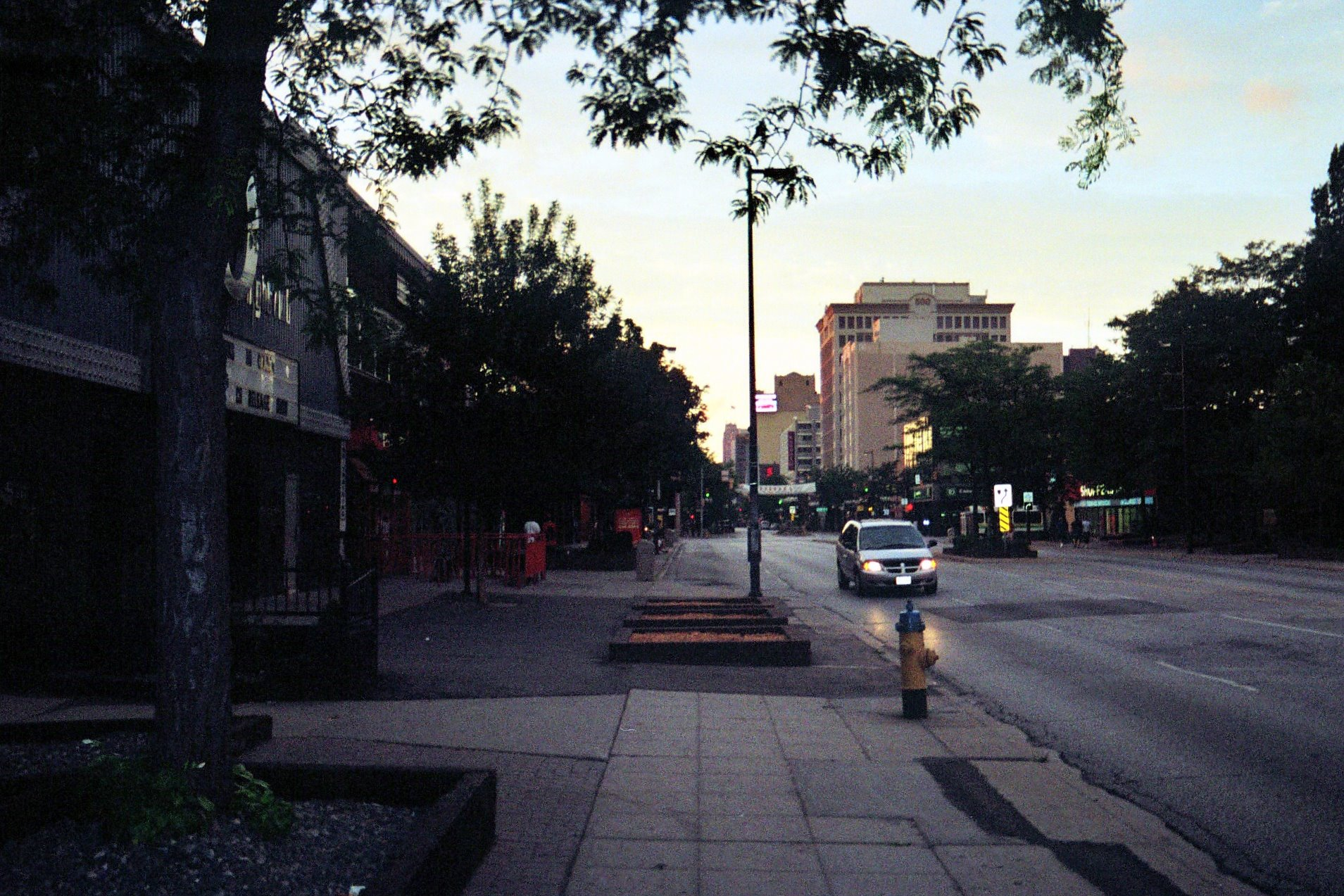
Вид на Уинсор, 2009 год

Мэттью Чарльз Лэмб родился 5 января 1948 года в Уинсоре, в канадской провинции Онтарио. Матери, родом из низших слоёв пролетариата, было на тот момент 15 лет — она бросила Мэтта, своего единственного ребёнка, вскоре после рождения. Воспитывался родственниками по материнской линии — бабушкой и дядьями, а с самой матерью встречался эпизодически, раз в несколько лет. Не знал и никогда не видел своего отца, который был убит в США, когда Мэтт был ещё ребёнком. Большую часть детства прожил со своей бабушкой Джесси Лэмб и ее новым мужем Кристофером Коллинзом в их доме на Йорк-стрит в Саут-Централе, одном из районов Уинсора. Коллинз был недоволен тем, что Мэтт живёт в их семье. По словам родственников, друзей и соседей, Коллинз подвергал мальчика постоянному эмоциональному и физическому насилию, избивал и часто называл его «маленьким ублюдком», намекая на безотцовщину. Однако насилие не было сфокусировано только лишь на одном Лэмбе: в детстве он был очевидцем драк бабушки с Коллинзом, который вообще не любил людей и называл их «жучками».

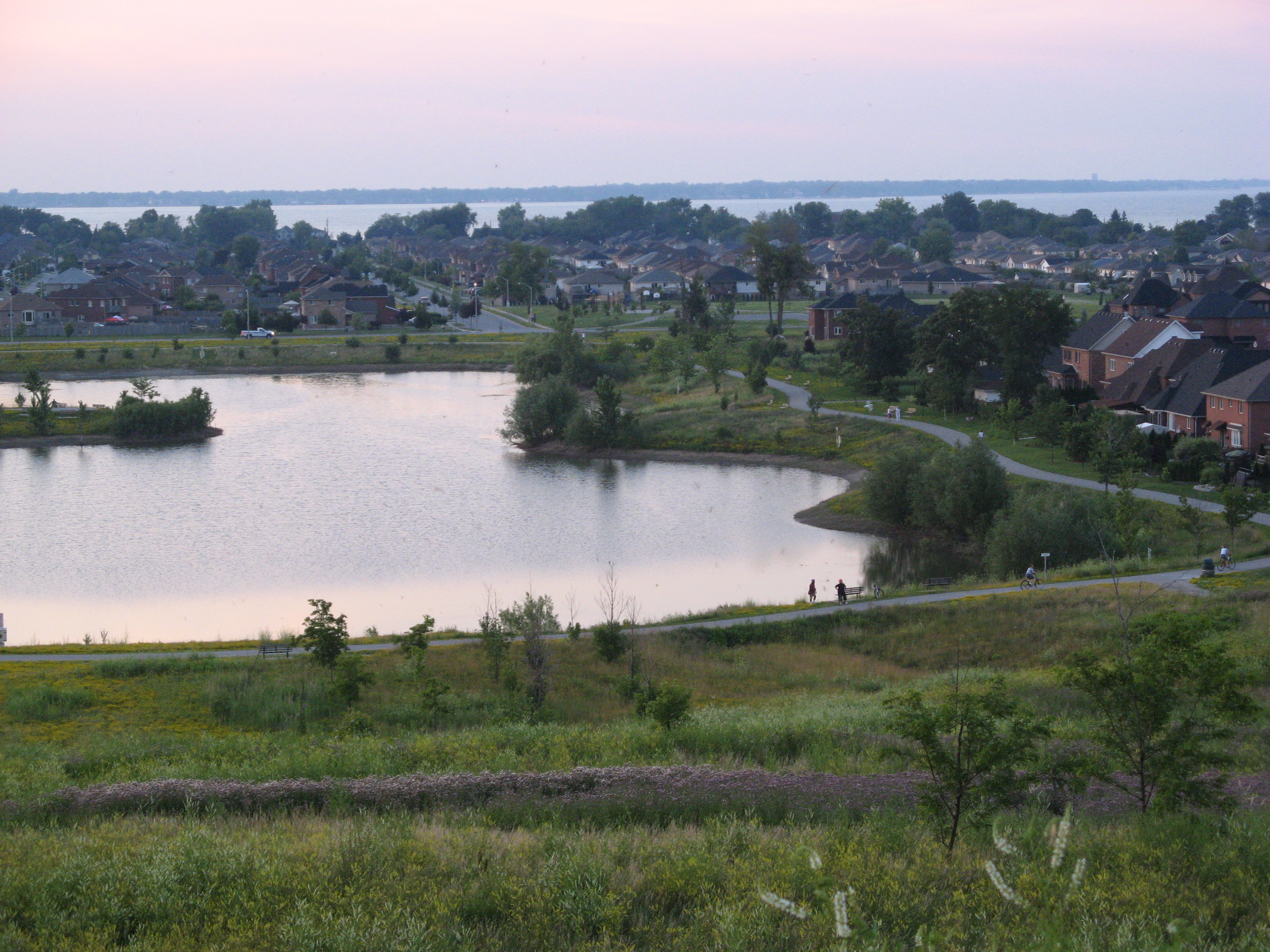
Окрестности Текумсе, 2008 год

За годы учёбы он сменил три образовательных учреждения, что было связано с переездами к различным родственникам. Поначалу Лэмб учился в Колборнской школе в Текумсе, где, по словам Коллинза, он был «обычным ребёнком, не замеченным в каких-либо проявлениях насилия». По воспоминаниям учителей, Мэтт не создавал проблем и был способным учеником, имел уровень интеллекта выше среднего, хоть отличался беспокойным характером и не мог подолгу концентрироваться на каком-либо предмете. Признаки жестокости и садистских наклонностей начали проявляться в характере Лэмба ещё в детском возрасте. По некоторым данным, он заманивал младших двоюродных братьев в свою спальню, запирал в туалете и угрожал им. Однажды он довел угрозы до конца, сильно избив одного из кузенов, что тому потребовалась медицинская помощь и его отвезли местную больницу. Несмотря на необщительность, у Лэмба был один близкий друг — Грегори Свит. Тот рассказывал, что когда Лэмбу «было около семи лет, он направил нож в сторону маленького ребенка и заставил его есть собачьи фекалии». В возрасте 13 лет, начиная с 8-го класса, Лэмб пошел в школу Святого Иуды в Уинсоре. По словам соучеников, он был тихим застенчивым мальчиком, не имел друзей и не пытался в этом плане идти на контакт. Так, однажды Мэтт был приглашён на вечеринку, но отказался прийти, оправдавшись тем, что «не любит танцевать».
В эти годы Лэмб демонстрировал стойкий интерес к оружию, как холодному, так и огнестрельному. С собой в школе он в школу носил нож, который без колебаний доставал и хвастался им. По словам Свита, у них в то время у них уже имелись «пушки», и, будучи подростком, Лэмб во время прогулки по улице «стрелял из дробовика по домам людей, которые ему не нравились»; полиция об этом случае не была проинформирована. Свит рассказывал, что Лэмб собрал целую коллекцию пуль с надписанными на них именами местных полицейских, а также создавал из старых гильз самодельные бомбы, одна из которых взорвалась и поранила ему ногу осколками. На публике он не выказывал никаких расистских взглядов, хотя можно предположить, что с предубеждением относился к чернокожим. Так, Лэмб хотел вступить в «Ку-клукс-клан», однако не нашёл его отделения в Уинсоре, несмотря на то, что там было полно расистов, проводивших параллели между наличием лиц африканского происхождения среди своих соседей и ростом преступности в городе. По словам сержанта Джима Юра, опрашивавшего Свита в 1966 году, тот отметил, что Лэмб был «свитч-хиттером». В то время однополые отношения были криминализованы и считались социально неприемлемыми, в связи с чем, возможно, подавленная гомосексуальность могла стать причиной конфликтного поведения Лэмба и поспособствовать его отстранённости от общества. По рассказам Свита, Лэмб также любил выпить и в пьяном состоянии часто становился агрессивным.
Вскоре, Лэмб в первый раз столкнулся c системой правосудия в отношении несовершеннолетних, причём в связи с насилием в отношении местного констебля. 10 февраля 1964 года, спустя месяц после достижения 16-летия, жертвой его внимания стал сержант полиции Дональд Грэм, который вместе с напарником стоял на главном входе стадиона в соседнем Риверсайде во время танцевального вечера, посвящённого дню святого Валентина. После танцев Лэмб «без каких-либо причин» накинулся на полицейского со спины и начал бить его кулаками по лицу. Грэм при этом был гораздо крупнее и физически сильнее Лэмба, в связи с чем быстро его скрутил. После задержания при обыске у Лэмба в карманах его куртки нашли нож, кастеты и цепь от поводка для собак — с таким «арсеналом» он мог тяжело ранить, или даже убить полицейского. Мотивы нападения остались неизвестны; возможно, что Лэмб просто хотел привлечь внимание и укрепить свою репутацию среди подростков, большой толпой расходившихся с танцев. Он был осужден за нападение в соответствии с законом о несовершеннолетних правонарушителях и следующие шесть месяцев пробыл в «Доме Согласия» в Лондоне, учреждении для реабилитации и исправления подростков под управлением Армии спасения, где продемонстрировал полное безразличие и отсутствие какой-либо заинтересованности к изменению своего поведения в положительную сторону. После освобождения в июле 1964 года Лэмб поселился у своего дяди Эрла Хескета в Уинсоре и при его поддержке поступил в школу колледжа Успения, где показал хорошие результаты в обучении, не считая уроков латыни. В то же время Мэтт присоединился к морским кадетам, однако, не имея реальной мотивации для продолжения учёбы, он бросив школу, не успев закончить даже 10-й класс. Затем он съехал от дяди, и, возможно, жил у своего друга Свита в Риверсайде. В этом время Лэмб перебивался временными заработками и сменил три работы, но нигде не задерживался дольше месяца, в том числе из-за неспособности подчиняться указаниям начальства.

### Первая судимость и содержание в Кингстонской тюрьме
Некоторое время Лэмб подрабатывал на услових неполного рабочего дня в магазине спортивных товаров «Lakeview Marine and Equipment» в Текумсе — у братьев Дежарденов, которые часто одалживали ему оружие в период сезона охоты на фазанов и вообще помогали местным мальчикам заработать денег честным трудом. Вечером 24 декабря 1964 года, в рождественский сочельник, Дежардены пригласили своих работников и нескольких парней, часто бывавших у них в магазине, на праздничную вечеринку. Лэмб пришёл в магазин уже в состоянии алгокольного опьянения, но обошлось без происшествий — он спокойно играл в хоккей с остальными на катке. После окончания вечеринки совладелец магазина Бернард Дежарден закрыл двери и отправился домой к девушке, где собирался в этот вечер сделать ей предложение. Лэмбу некуда было идти и он остался около магазина, где был замечен сидящим в сугробе. Дежарден знал, что Лэмб уже несколько недель не живёт у своего дяди, и собирался забрать его к себе домой, чтобы парень не встретил канун Рождества в одиночестве. Когда Дежарден уже сидел у девушки дома и готовился преподнести кольцо, поступил звонок из полиции с сообщением о взломе магазина — с того момента как он закрыл его, прошло порядка 30 минут. Как выяснилось, Лэмб разбил витрину магазина, откуда украл три револьвера и двуствольный дробовик с патронами к ним. Дежарден вместе с констеблем полиции Кэйлом Миллером подъехали к магазину, где увидели последствия кражи и уже собирались уезжать, как попали под огонь. Укрывшись в близлежащем овраге для засады на ожидавшихся им полицейских, Лэмб из одного из револьверов дважды выстрелил в Миллера и Дежардена, причём в обоих случаях промахнулся. Офицер сделал в ответ несколько выстрелов, принудив Лэмба к сдаче. Со словами «Не стреляйте, я сдаюсь» он вышел с поднятыми руками к констеблю, затем показал ему то место, где спрятал украденное оружие, после чего в наручниках был отвезён в полицейский участок.

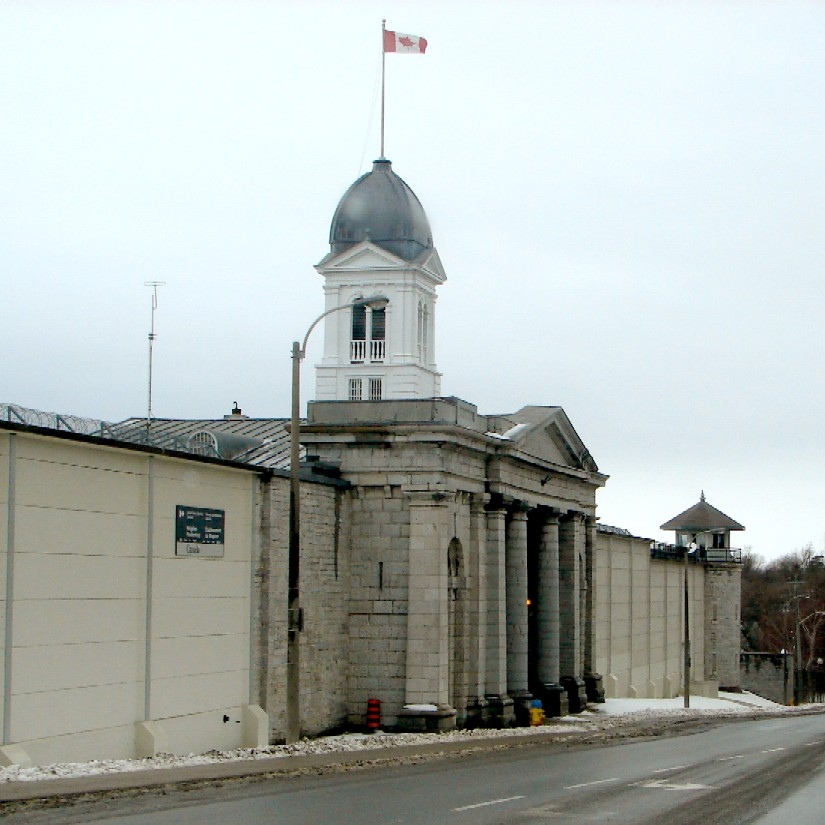
Кингстонская тюрьма, 2010 год

Спустя десять месяцев с момента инцидента с полицейским в начале того же самого 1964 года, Лэмб снова попал под суд. Он был обвинён в «действиях, угрожающих общественному спокойствию», а именно — за взлом, проникновение в магазин и кражу оружия, а также в стрельбу в двух человек, в том числе в полицейского при исполнении. Во время процесса Лэмбу исполнилось 17 лет. Председательствующим на суде был Дж. Артур Ханрахан, уже известный вынесением приговоров несовершеннолетним за «антиобщественные действия». В отчёте досудебного расследования, поступившем в адрес Ханрахана, Лэмб характеризовался как исключительно жестокий несовершеннолетний преступник, уже привлекавшийся к ответственности за нападение на полицейского. В итоге, Ханрахан приговорил Лэмба к двум годам заключения — минимальный срок из предусмотренных для отбытия в учреждениях канадской пенитенциарной системы. Во время вынесения приговора Ханрахан отметил следующее: «Грабители всегда с нами. К счастью, желающие пострелять по другим людям находятся в меньшинстве. Однако, когда это всё же случается, такое поведение заслуживает пребывания в тюрьме. По словам Саула Носанчука, будущего адвоката Лэмба, суровость приговора была необычной по отношению к совершеннолетнему преступнику, впервые совершившему правонарушение, в ходе которого он никому не причинил никакого физического вреда. Как отмечал Носанчук, Ханрахан, должно быть, считал Лэмба не способным к социальной реабилитации в принципе. В апреле 1965 года Лэмб прибыл в тюрьму строгого режима в Кингстоне.
В ходе психиатрического обследования и психологических тестов, обязательных к проведению над всеми поступающими в тюрьмы для отбытия наказания, Лэмб был охарактеризован как чрезвычайно незрелый молодой человек, имеющий сильную тягу к обладанию оружием и одержимый соответствующими фантазиями его применения. Как следует из заключения тюремных врачей, Лэмб был очень агрессивным, совершенно не подчинялся дисциплине и почти не контролировал свое поведение. По словам заведующего психиатрическим отделением тюрьмы Джорджа Скотта, Лэмб имел признаки «явного психического расстройства», думал только о «власти, которую даёт оружие». Пребывание Лэмба в тюрьме не обошлось без инцидентов, первый из которых случился сразу по прибытии в Кингстон: он напал на другого заключённого, ввиду чего был переведён в одиночную камеру. В другой раз, во время вечернего обхода тюрьмы, охранник обнаружил Лэмба стоящим на коленях рядом со своей кроватью: он проталкивал черенок от метлы себе в задний проход. Такое поведение, судя по всему, являлось лишь способом мастурбации для парня с определёнными сексуальными предпочтениями, однако в те времена было квалифицировано не иначе как ещё один признак расстройства психики. Для успокоения Лэмб был накачен седативными препаратами, после чего Скотт осмотрел его, заключив, что «у этого молодого человека развивается психическое заболевание гипоманиакального характера». Содержание дальнейших бесед с доктором и речи Лэмба были описаны Скоттом как «тщательно продуманные фантазии с описанием грабежей, драк и перестрелок, что демонстрирует огромную враждебность».
Во время содержания в тюрьме Лэмб несколько раз резал себе запястья, пытаясь покончить жизнь самоубийством, ввиду чего у него на руках остались значительные шрамы. К началу марта 1966 года, согласно врачебным отчётам, поведение Лэмба было «маргинальным», а состояние «граничило с психозом». Он бросался едой в офицера и снова был замечен в инциденте сексуального характера. Выполняя обязанности уборщика, Лэмб засунул в задний проход ручку от половой швабры и, смеясь, так таскал её за собой по тюремному коридору. Скотт опять ввёл Лэмбу успокоительные средства, после чего расспросил об этом случае: он ответил, что так просто пытался досадить дежурному охраннику. 18 марта доктор отправил Лэмба на месяц в психиатрическую больницу Кингстонской тюрьмы. В своём отчёте Скотт ещё раз выразил беспокойство по поводу развития у Лэмба гипомании, при этом отметил свои сомнения в том, является ли такое поведение следствием психического расстройства или он просто «разыгрывал номер»: заключённые часто симулировали различные болезни в надежде на то, что их переведут в больницу с более лучшими условиями по сравнению с остальной тюрьмой — с чистыми простынями, качественным питанием, а также отсутствием какой-либо работы.
Спустя месяц, 18 апреля 1966 года Лэмб вернулся обратно в камеру. В отчёте тюремной больницы говорилось, что в случае освобождения он, вероятно, впадёт в рецидив. Скотт «нервничал» в ожидании всё приближающейся даты освобождения Лэмба, считая что тот может быть опасным для общества, так как «находится в состоянии крайней психической патологии» с «развитым в его поведении шизоидным элементом». Тем не менее, доктор не настаивал на дальнейшем содержании Лэмба в психиатрической больнице тюрьмы или направлении его в учреждение для душевнобольных преступников Ок-Ридж. Доктор отмечал некоторые незначительные улучшения со времени пребывания Лэмба в больнице, однако указывал, что наблюдаемые симптомы не являются последовательными, а убедительных доказательств для его признания психически нездоровым не имеется. При этом, Скотт даже полагал, что Лэмб играл в какие-то свои игры с системой исполнения наказаний. В условиях такой неопределенности и противоречиях при постановке диагноза, Скотт пришёл к выводу о том, что он не может далее препятствовать освобождению Лэмба. Отбыв 14 месяцев, 8 июня 1966 года Лэмб вышел на свободу, за 10 месяцев до истечения установленного судом двухлетнего срока тюремного заключения. Вернувшись в Уинсор, он поселился у другого своего дяди — Стэнли Хескета, в доме № 1912 на бульваре Форд. Хескет взял Лэмба к себе на жительство с уговором о том, что он найдёт работу. Вскоре Лэмб устроился подмастерьем столяра на местное деревообрабатывающее производство, где должен был пробыть два года на ученичестве перед сертификацией в качестве квалифицированного мастера. После освобождения, во время нахождения в обществе он не был замечен в каком-либо противоправном поведении.

### Двойное убийство
Через семнадцать дней после освобождения из Кингстонской тюрьмы, в 15 часов дня 25 июня 1966 года 18-летний Лэмб вернулся домой с работы, отказав начальнику в просьбе отработать сверхурочно вторую субботу подряд. Присмотрев за детьми Хэскета, 6-летним Чаки и 3-летней Эми, и уложив их спать, Лэмб выпил несколько бутылок пива и заснул во время просмотра телевизора. Внезапно проснувшись, он подошёл к шкафчику в туалете, где взял двухствольный дробовик своего дяди, зарядил его и набил карманы патронами. Около 22 часов вечера (EST) Лэмб вышел из дома, прошел один квартал на север по бульвару Форд и спрятался за деревом у гаража около дома № 1872. В это самое время поблизости прогуливались шесть молодых людей — Эдит Чайкоски (20 лет), её брат Кеннет (22 года), его жена Чармейн (на восьмом месяце беременности их первым ребенком), а также трое друзей: Эндрю Волоч (21 год), Винсент Франко (19 лет) и Дон Мулеса (21 год). Чайкоски по просьбе матери навестила своего брата, который вместе с женой вызвался проводить её до автобусной остановки. Перейдя дорогу, они случайно встретили друзей и вшестером стояли у дома № 1635 по бульвару Форд, где жил Волох, обсуждая куда бы им пойти — в закусочную «A&W» на Текумсе-роуд или в бар «Canada Tavern» по соседству. Направившись на юг, в сторону Текумсе-роуд, друзья подошли к дереву, за которым прятался Лэмб, и появились под светом уличного фонаря в его поле зрения. Около 22 часов 15 минут Лэмб внезапно выскочил перед незнакомцами и направил на них дробовик со словами: «Стоп! Поднимите руки!». Вероятно подумав, что этот парень — гость шумной вечеринки по соседству и просто дурачится, Чайкоски проигнорировала требования Лэмба и попыталась обойти его.
Лэмб немедля выстрелил Чайкоски в живот, отбросив её на тротуар. Затем он снова прикрикнул на шокированную компанию, после чего Волоч резко поднял руки. Лэмб тотчас же выстрелил Волочу в живот, несмотря на то, что сам считанные секунды назад просил поднять руки вверх. При этом он ранил Кеннета Чайкоски — в правую руку и бедро. Второй выстрел вывел из ступора оставшихся в живых, после чего они побежали к окрестным домам в поисках помощи. Потеряв контроль над ситуацией, Лэмб, перезаряжая дробовик по пути, перебежал улицу к дому № 1867 по бульвару Форд. Там он выстрелил в девушку, силуэт которой заметил в боковом дверном проёме — пулями он по большей части лишь раскурочил косяк, но всё же ранил Грейс Данлоп (19 лет), выглянувшую из любопытства на улицу. Под шум сирён машин всё прибывающих полицейских и врачей, Лэмб попытался скрыться и прошёл два квартала, прежде чем постучал в дверь одного из домов, который, судя по всему, выбрал наугад. Направив ружье на жившую там пожилую женщину, Энн Хитон, он ворвался в дом и пригрозил убить её. Когда Хитон крикнула своему мужу Форресту, чтобы тот позвонил в полицию, Лэмб молча повернулся и вышел через дверь, ведущую на задний двор. Хитон решила, что он блефовал и не разбудила мужа, как и не стала звонить в полицию. Лэмб же притаился на обратной стороне холма на заднем дворе Хитонов и приготовился открыть огонь по полицейским, однако так никто и не появился. Бросив дробовик, Лэмб поймал такси и спокойно зашёл в дома Хескета через парадную дверь, пройдя по улице прямо мимо полицейских. Не раздевшись, он лёг на кровать и уснул в той же одежде, в которой только что стрелял по людям.
Мулеса и Франко не пострадали, тогда как все раненые были немедленно отвезены в местный госпиталь, находившийся неподалёку от места происшествия. Из них в сознании находился только Кеннет Чайкоски, который пошёл на поправку, а его жена Чармейн была помещена под наблюдение врача в связи с поздним сроком беременности. Грейс Данлоп выжила, однако потеряла почку, но тем не менее оправилась от последствий ранения. Эндрю Волоч лежал на сортировке под капельницей и ему поначалу не оказывали должной медицинской помощи; как предполагал Мулеса, из-за того, что он был спортсменом и производил впечатление здорового молодого человека в отличной физической форме. Большая часть усилий медиков была сконцентрирована на Эдит Чайкоски, однако 26 июня в 5 часов 30 минут утра она скончалась от ран и тяжёлых повреждений внутренних органов. Вернувшись в тот же день около часа ночи домой, Хескет увидел разбросанные по полу патроны для дробовика, которого не нашёл на положенном на месте. Хескет разбудил Лэмба — тот признался, что «вероятно застрелил нескольких человек», а затем уснул как ни в чём не бывало. Утром Хескет отъехал от дома и по телефону-автомату позвонил в полицию, куда сообщил о подозрительном поведении своего племянника. Уверившись в своих опасениях касательно произошедшего минувшей ночью, Хескет поехал в штаб-квартиру полиции, где принял участие в планировании операции по задержанию Лэмба, сообщив о том, что они всей семьёй днём собираются поехать к его бабушке в дом № 2136 на Йорк-стрит.
В то же самое время муж Энн Хитон, Форрест, уговорил её по пути в отпуск заехать в полицейский участок и сообщить о произошедшем инциденте. Там она и узнала о стрельбе на бульваре по соседству, в результате чего заявления Хитон и Хескета сложились в единую картину. Полицейские выехали к дому Хитонов, обыскали окрестности и нашли дробовик с выложенными в ряд патронами в том месте, где их оставил Лэмб для засады. Оружие было идентифицировано как принадлежащее Хескету. В 15 часов дня полицейские постучались в дом на Йорк-стрит, где Хескет, как и планировалось, открыл им дверь. В это время Лэмб сидел в кресле, пил пиво и смотрел телевизор. Инспектор Джим Юр арестовал его по подозрению в убийстве Чайкоски и ранении трёх человек. У бабушки Лэмба случилась истерика, которую пресёк детектив Фред Стюарт, с пистолетом ворвавшийся в дом с чёрного хода. Юр надел на Лэмба наручники и отвёз его в полицейский участок. Там Лэмба сфотографировали, сняли с него отпечатки пальцев, а затем зачитали официальное обвинение в преступлении, караемом смертной казнью. Лэмба препроводили в камеру, где он должен был пробыть до явки в суд утром следующего дня. Через 17 дней после нападения, 11 июля 1966 года в 14 часов 45 минут дня вроде бы пошедший на поправку Эндрю Волоч неожиданно скончался. Согласно отчёту коронера, причиной его смерти стал необнаруженный абсцесс печени, приведший к развитию дальнейших осложнений. С учётом современных медицинских технологий Волоч наверняка выжил бы, однако на тот момент ещё не существовало таких методик исследования внутренних органов как, например, магнитно-резонансная томография. Как итог, в списке преступлений Лэмба оказались обвинения в убийстве двух человек — не только Чайкоски, но и Волоча.

## Комментарии
1. ↑  Бейсбольный термин, характеризующий игрока, умеющего отбивать мяч с обеих рук; на сленге же  обозначает бисексуала, «парня, играющего за обе команды»[9][10].